# 塩沢勝吾
塩沢 勝吾（しおざわ しょうご、 1982年9月9日 - ）は、長野県小県郡真田町（現：上田市）出身の元サッカー選手、サッカー指導者。ポジションはFW。

## 来歴
上田高校を卒業後、浪人生時代に地元クラブ・FC上田ジェンシャンでプレー。
山形大学に在学中の2005年9月、当時J2のモンテディオ山形に特別指定選手として登録されたが、出場機会を得ることはできず、山形とは2006年の選手契約を結ばないことになった。その後、サガン鳥栖と水戸ホーリーホックのセレクション（入団テスト）を受験し、水戸に合格。JFLの佐川印刷SCからの誘いもあったが、山形のコーチだった手倉森浩のすすめもあり、水戸への入団を決めた。
水戸では入団1年目のJ2開幕戦からデビューを果たし、10月にはプロ初ゴールを記録。翌年には主力選手として定着し、7ゴールを挙げた。しかし、2008年は不振に陥り、シーズン途中にはセンターバックへの転向を図ったものの、この年限りで戦力外となった。
2009年は、佐川印刷SCからFW起用を前提としたオファーを受け、午後は社業に従事する社員選手として入団した。すると、チームにすぐに溶け込み、JFLリーグ戦17得点でシーズン得点王を獲得した。2010年は前年ほどの活躍はできずこの年限りで佐川印刷を退団した。
2011年より松本山雅FCに移籍したが、FW陣に木島良輔、木島徹也、片山真人らが揃っており機会に恵まれず3得点に留まる。
松本山雅のJ2参入となった2012年は反町康治監督の指導の元でブレイクを果たし、自身初のJでの2ケタ得点となる11得点を挙げた。
2013年も開幕戦の栃木SC戦でこの年のJ2ファーストゴールを決めるもののその後は長沢駿との併用などもあり不振が続いたが、後半戦に入り復調し、2年連続2ケタ得点となる10得点を挙げた。
2014年は新加入のサビアに開幕スタメンを奪われ、途中出場が主となるものの開幕以来全試合に出場していたが、
5月24日のJ2第15節ジュビロ磐田戦で左アキレス腱断裂の重症を負い、全治5ヶ月と診断された。11月15日のJ2第41節FC岐阜戦に途中出場して復帰を果たした。
2015年で松本との契約を満了。2016年にAC長野パルセイロに完全移籍。
同年10月7日、トレーニング中に負傷。右中殿筋筋損傷で全治4週間の診断を受けた。
2017年で長野との契約を満了。同年12月にJリーグ合同トライアウト出場した。2018年にアルティスタ浅間に移籍
2019年12月、2020年シーズンを最後に現役を引退すると発表した。
2021年、松本大学サッカー部コーチに就任。
2023年4月より長野県松本美須々ヶ丘高等学校のコーチに就任した。

## 所属クラブ
- 真田町サッカー少年団
- 真田町立真田中学校
- 長野県上田高等学校
- FC上田ジェンシャン
- 山形大学
  - 2005年 モンテディオ山形（特別指定選手）
- 2006年 - 2008年 水戸ホーリーホック
- 2009年 - 2010年 佐川印刷SC
- 2011年 - 2015年 松本山雅FC
- 2016年 - 2017年 AC長野パルセイロ
- 2018年 - 2020年 アルティスタ浅間

## 個人成績
| 国内大会個人成績 | 国内大会個人成績 | 国内大会個人成績 | 国内大会個人成績 | 国内大会個人成績 | 国内大会個人成績 | 国内大会個人成績 | 国内大会個人成績 | 国内大会個人成績 | 国内大会個人成績 | 国内大会個人成績 | 国内大会個人成績 |
| 年度             | クラブ           | 背番号           | リーグ           | リーグ戦         | リーグ戦         | リーグ杯         | リーグ杯         | オープン杯       | オープン杯       | 期間通算         | 期間通算         |
| 年度             | クラブ           | 背番号           | リーグ           | 出場             | 得点             | 出場             | 得点             | 出場             | 得点             | 出場             | 得点             |
| 日本             | 日本             | 日本             | 日本             | リーグ戦         | リーグ戦         | リーグ杯         | リーグ杯         | 天皇杯           | 天皇杯           | 期間通算         | 期間通算         |
| ---------------- | ---------------- | ---------------- | ---------------- | ---------------- | ---------------- | ---------------- | ---------------- | ---------------- | ---------------- | ---------------- | ---------------- |
| 2006             | 水戸             | 11               | J2               | 24               | 1                | -                | -                | 1                | 0                | 25               | 1                |
| 2007             | 水戸             | 11               | J2               | 42               | 7                | -                | -                | 2                | 0                | 44               | 7                |
| 2008             | 水戸             | 11               | J2               | 7                | 0                | -                | -                | 0                | 0                | 7                | 0                |
| 2009             | 佐川印刷         | 19               | JFL              | 31               | 17               | -                | -                | 1                | 0                | 32               | 17               |
| 2010             | 佐川印刷         | 19               | JFL              | 14               | 7                | -                | -                | 1                | 1                | 15               | 8                |
| 2011             | 松本             | 19               | JFL              | 22               | 3                | -                | -                | 2                | 0                | 24               | 3                |
| 2012             | 松本             | 19               | J2               | 35               | 11               | -                | -                | 0                | 0                | 35               | 11               |
| 2013             | 松本             | 19               | J2               | 42               | 10               | -                | -                | 2                | 1                | 44               | 11               |
| 2014             | 松本             | 19               | J2               | 17               | 2                | -                | -                | 0                | 0                | 17               | 2                |
| 2015             | 松本             | 10               | J1               | 9                | 0                | 4                | 1                | 1                | 0                | 14               | 1                |
| 2016             | 長野             | 9                | J3               | 12               | 3                | -                | -                | 3                | 2                | 15               | 5                |
| 2017             | 長野             | 9                | J3               | 9                | 0                | -                | -                | 2                | 0                | 11               | 0                |
| 2018             | 浅間             | 11               | 北信越1部        | 10               | 5                | -                | -                | -                | -                | 10               | 5                |
| 2019             | 浅間             | 11               | 北信越1部        | 7                | 0                | -                | -                | -                | -                | 7                | 0                |
| 2020             | 浅間             | 11               | 北信越1部        | 5                | 0                | -                | -                | 1                | 0                | 6                | 0                |
| 通算             | 日本             | 日本             | J1               | 9                | 0                | 4                | 1                | 1                | 0                | 14               | 1                |
| 通算             | 日本             | 日本             | J2               | 167              | 31               | -                | -                | 5                | 1                | 172              | 32               |
| 通算             | 日本             | 日本             | J3               | 21               | 3                | -                | -                | 5                | 2                | 26               | 5                |
| 通算             | 日本             | 日本             | JFL              | 67               | 27               | -                | -                | 4                | 1                | 71               | 28               |
| 通算             | 日本             | 日本             | 北信越1部        | 22               | 5                | -                | -                | 1                | 0                | 23               | 5                |
| 総通算           | 総通算           | 総通算           | 総通算           | 286              | 66               | 4                | 1                | 16               | 4                | 306              | 71               |

- 2005年は特別指定選手として登録

- Jリーグ初出場 - 2006年3月4日 J2第1節 モンテディオ山形戦 (笠松運動公園陸上競技場)
- Jリーグ初得点 - 2006年10月28日 J2第47節 東京ヴェルディ1969戦 (味の素スタジアム)

## 個人タイトル
- 2009年 JFL得点王・ベストイレブン

## 指導歴
- 2021年 - 2023年3月 松本大学サッカー部コーチ
- 2023年4月 - 長野県松本美須々ヶ丘高等学校 コーチ